# Billy Herman
William Jennings Bryan Herman (New Albany, 7 luglio 1909 – West Palm Beach, 5 ottobre 1992) è stato un giocatore di baseball e allenatore di baseball statunitense che ha giocato nel ruolo di seconda base nella Major League Baseball (MLB). È stato introdotto nella National Baseball Hall of Fame nel 1975.

## Carriera
Herman debuttò nella MLB con i Chicago Cubs nel 1931 e emergendo come una delle stelle delle squadra nell'anno successivo, quando terminò con una media battuta di .314 e segnò 102 punti. Elemento fisso dell'attacco di Chicago nel corso del decennio che seguì, Herman fu un battitore consistente che colpì regolarmente con una media di .300 o superiore (con un massimo di .341 nel 1935) e batté un primato personale di 93 RBI nel 1936.
Dopo una stagione sotto la media nel 1940, Herman fu scambiato l'anno successivo con Brooklyn Dodgers. Nel 1943 disputò una delle sue migliori stagioni in attacco, battendo con .330, con .398 di percentuale di arrivo in base.
Herman saltò le stagioni 1944 e 1945 per servire nella seconda guerra mondiale ma fece ritorno nel mondo del baseball nel 1946 con i Dodgers e i Boston Braves (con i quali fu scambiato  a metà stagione). Nel 1947 fu scambiato con i Pittsburgh Pirates per tre giocatori, di cui assunse anche il ruolo di manager. Nella sua unica stagione con la squadra, i Pirates persero 92 partite e chiusero al settimo posto nella National League, con Herman che si dimise dopo l'ultima gara. La sua ultima apparizione come giocatore era stata il 1º agosto di quell'anno.
Herman concluse la carriera battendo con una media di .304, 1163 punti segnati, 47 fuoricampo e 839 RBI. Vinse quattro pennant della NL (nel 1932, 1935, 1938 e 1941) ma non riuscì mai a conquistare le World Series come giocatore. Detiene ancora il primato della NL per il maggior numero di putout in una stagione da parte di una seconda base, statistica in cui guidò la lega per sette volte. Condivide ancora il record della Major League per il maggior numero di valide in una giornata di apertura, con cinque, stabilito il 14 aprile 1936.

## Palmarès
- MLB All-Star: 10

1934–1943